# Thysania agrippina

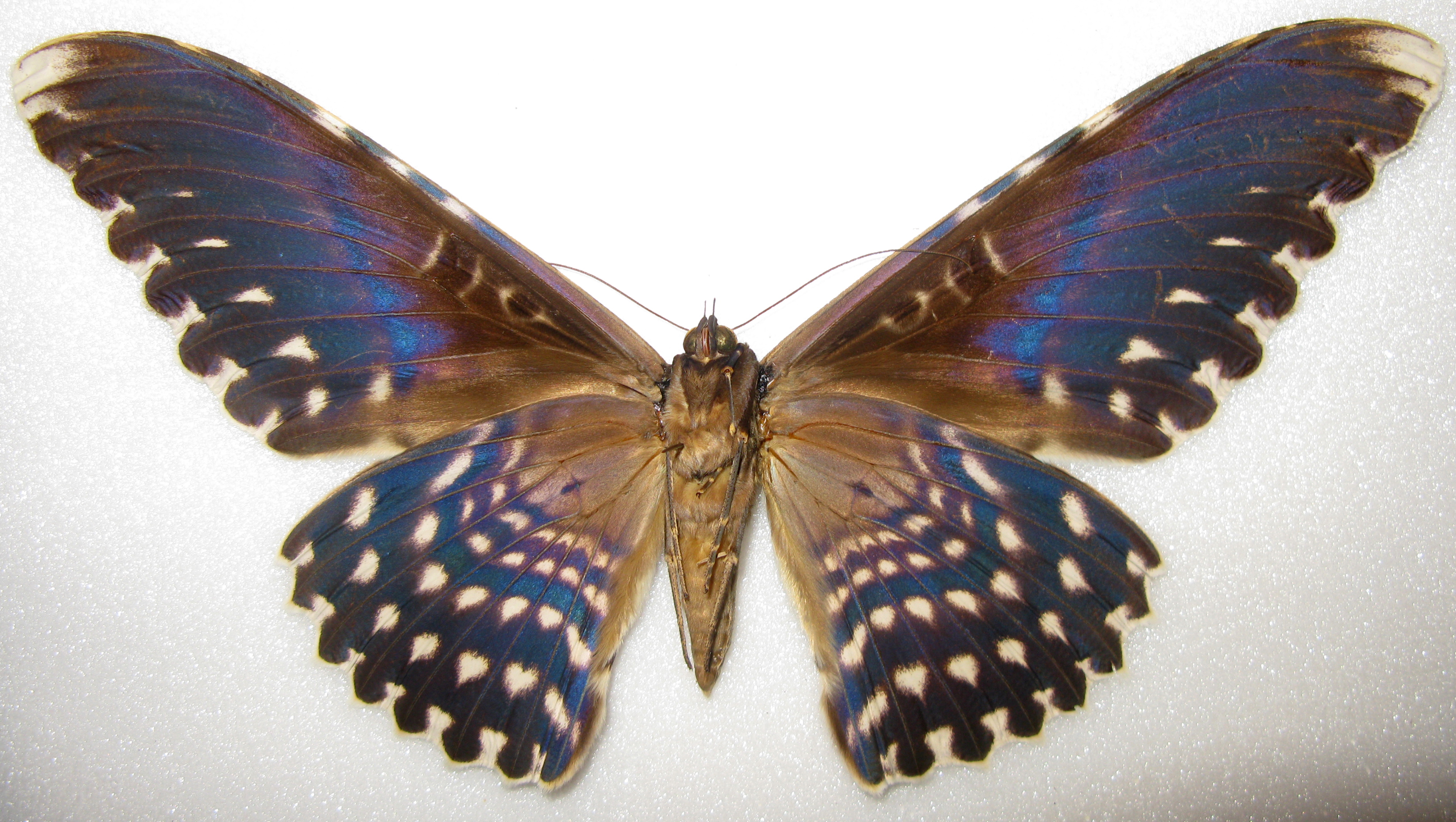
Brzuszna strona ciała Thysania agrippina

Thysania agrippina – gatunek motyla z rodziny mrocznicowatych, charakteryzujący się największą rozpiętością skrzydeł.

## Taksonomia
Gatunek opisany został w 1776 roku przez Pietera Cramera, jako Phalaena agrippina.

## Opis
Motyl ten osiąga od 23 do 30 cm rozpiętości skrzydeł, co jest najwyższym wynikiem wśród ciem i w ogóle motyli świata. Przednie i tylne skrzydła ubarwione są szarobiało i pokryte wzorem z czarnobrązowych linii.

## Biologia i ekologia
Zamieszkują lasy tropikalne. Gąsienice żerują na liściach na roślinach z rodziny motylkowatych (Fabaceae). Owady dorosłe są aktywne w nocy.

## Rozprzestrzenienie
Gatunek zasiedla Amerykę Środkową i Południową po południową Brazylię.